# Contigo otra vez (álbum)
Contigo otra vez es un EP de Vicky Larraz. Publicado en 2010, se trata de un EP digital de dos canciones y es un tributo a todos sus fanes, el sencillo de presentación del EP fue Pena me doy un tema funky-pop, y el otro tema es la balada Si tú no estás.

## Lista de canciones
| # | Título         | Compositor(es)                                   | Duración |
| - | -------------- | ------------------------------------------------ | -------- |
| 1 | Pena me doy    | Marcelo Montesano / Alberto Gómez / Vicky Larraz | 3:36     |
| 2 | Si tú no estás | Marcelo Montesano / Willie Murillo               | 4:08     |